# Lestodiplosis traili
Lestodiplosis traili är en tvåvingeart som beskrevs av Barnes 1928. Lestodiplosis traili ingår i släktet Lestodiplosis och familjen gallmyggor. Inga underarter finns listade i Catalogue of Life.